# بنيامين تابان
بنيامين تابان (بالإنجليزية: Benjamin Tappan) (و. 1773 – 1857 م) هو سياسي، ومحام، وقاض من الولايات المتحدة الأمريكية ولد في نورثهامبتون.
تولى منصب عضو مجلس الشيوخ الأمريكي .وهو عضو في الحزب الديمقراطي الأمريكي .